# Den nordiske Industri- og Konstudstilling i Kjøbenhavn 1872
Den nordiske Industri- og Konstudstilling i Kjøbenhavn 1872 var en nordisk udstilling i København i 1872. Industriforeningen var primus motor for udstillingen, der blev afholdt i en til lejligheden opført bygning af arkitekten Vilhelm Klein.
|  | Denne artikel kan blive bedre, hvis der indsættes geografiske koordinater Denne artikel omhandler et emne, som har en geografisk lokation. Du kan hjælpe ved at indsætte koordinater i wikidata. |